# كارلوس ألفريدو لارا واتسون
كارلوس ألفريدو لارا واتسون (بالإسبانية: Carlos Alfredo Lara Watson)‏ هو سياسي هندوراسي، ولد في 28 ديسمبر 1952. حزبياً، نشط في الحزب الليبرالي الهندوراسي. وقد انتخب نائب في المؤتمر الوطني في هندوراس.